# Serromyia reyei
Serromyia reyei är en tvåvingeart som beskrevs av Debenham 1970. Serromyia reyei ingår i släktet Serromyia och familjen svidknott. Inga underarter finns listade i Catalogue of Life.